# Dave Mason Is Alive!
| Recensione              | Giudizio |
| ----------------------- | -------- |
| AllMusic                | [ 1 ]    |
| Robert Christgau        | C-       |
| Dizionario del Pop-Rock | [ 3 ]    |

Dave Mason Is Alive! è un album discografico Live di Dave Mason, pubblicato dall'etichetta discografica Blue Thumb Records nell'aprile del 1973.
L'album si classificò (9 giugno 1973) al centosedicesimo posto della classifica statunitense Billboard 200.

## Tracce
Lato A
Testi e musiche di Dave Mason, eccetto dove indicato.
1. Walk to the Point – 4:15
2. Shouldn't Have Took More Than You Gave – 5:20
3. Look at You Look at Me – 8:18 (Dave Mason, Jim Capaldi)

Lato B
Testi e musiche di Dave Mason.
1. Only You Know and I Know – 4:12
2. Sad and Deep As You – 4:00
3. Just a Song – 3:14
4. Feelin' Alright? – 5:54

## Musicisti
- Dave Mason - chitarra solista, voce
- Mark Jordan - tastiere
- Lonnie Turner - basso
- Dr. Rick Jaeger - batteria
- Felix Falcon (a.k.a Flaco)  - congas, percussioni

Note aggiuntive
- Tommy LiPuma e Dave Mason - produttori
- Registrato dal vivo al Troubadour di Los Angeles (California) nel 1971
- Al Schmitt - ingegnere delle registrazioni e del mixaggio
- Vicki Hodgetts e Barry Feinstein (per la Camouflage Productions)  - grafica e fotografie
- Jim Marshall - fotografia di Dave Mason
- Compilato da Tommy LiPuma[7]